# Novartis
A Novartis International AG egy multinacionális gyógyszeripari vállalat, amelynek központja Svájcban, Bázelben található. Leányvállalatai a Ciba Vision, a Sandoz, az Alcon, valamint a Chiron Corporation vállalatok. 
Bevétel szempontjából a legjövedelmezőbb gyógyszercég; 2008-ban 53 milliárd dollár nyereséget termelt. 

## Főbb termékei
- clozapine (Clozaril)
- diklofenák (diclofenac) (Voltaren)
- carbamazepine (Tegretol)
- valsartan (Diovan)
- imatinib mesylate (Gleevec / Glivec)
- ciclosporin (Neoral / Sandimmun)
- letrozole (Femara)
- methylphenidate (Ritalin), terbinafine (Lamisil)

A Novartis egyik leányvállalata a Sandoz, amely az egyik vezető vállalat a generikus gyógyszerek piacán.